# Гай Фанній
Гай Фанній Страбон (середина — кінець II ст. до н. е.) — давньоримський політик, консул 122 року до н. е., та історик-анналіст II ст. до н. е.

## Життєпис
Походив з аристократичної родини. Проте замало знань щодо його життя. Відомо, що він слухав лекції стоїка Панетія. Невідомо коли став зятем Гая Лелія, впливового римського політика, друга Сципіона Молодшого.
У 146 році до н. е. Гай Фанній брав участь у захоплені Карфагену. У 142 році став народним трибуном. У 141 році до н. е. його було спрямовано з підкріпленням для військ, що боролися з Віріатом.
Після повернення через деякий час зблизився з партією Гракхів. Він став другом Гая Гракха, за допомогою останнього Гая Фаннія у 122 році до н. е. обрано консулом. Втім незабаром перейшов на бік оптиматів й виступив проти законопроєкту Гая Гракха щодо надання італікам прав римського громадянства. Після цього допомагав розбити прихильників Гракха.

## Творчість
Фанній написав роботу під назвою «Аннали», яка починалася з стародавніх часів до його часу. Сучасники та нащадки цінували цю історичну працю, зокрема Саллюстій та Цицерон. До нашого часу надійшло лише 9 фрагментів.